# Costa de la Vela
Costa de la Vela o Soavela, más conocida por su denominación en gallego de Costa da Vela, es un tramo costero de más de 10 km que conforma el extremo más occidental de la península del Morrazo, que separa las rías de Vigo y Pontevedra en la costa atlántica de pontevedrense de Galicia en España. Forma parte de la parroquia de O Hío del municipio de Cangas del Morrazo y se ubica entre la ría de Vigo y la pequeña ría de Aldan. Entre los años 1821 y 1862 perteneció al ayuntamiento de Bueu.
Forma parte del espacio protegido, y perteneciente a la Red Natura 2000 y es Zona Especial de Conservación-ZEC declarada por el decreto 37/2014 del 27 de marzo de 2014. Es contigua al parque natural del Parque nacional de las Islas Atlánticas.  Está declarada Zona de Especial Protección de los Valores Naturales y Lugar de Interés Comunitario.

## Descripción
La Costa da Vela está constituida por un frente lineal de acantilados graníticos y esquistosos sobre el Atlántico, mientras que en la parte que da a la ría de Vigo, amparado por las islas Cies se vuelve arenoso. La superficie protegida ocupa una extensión de 1.384,81 Ha de ellas 1.003 son de aguas marinas.
La costa queda definida en cabo de Couso al norte, junto al que se abren pequeñas playas de Couso, O portal y Rabáns, y la pequeña península que cierra por este lado la ría de Vigo definida por los cabos Cabo Home, Punta Rabaleira y Punta Subrido, entre estos dos últimos se abre la Playa de Melide y tras esta península, ya dentro de la ría de Vigo, la gran superficie arenosa de Barra, Viño y Nerga de unos 2 km de largo, con un importante complejo dunar en su mayor parte cubierto por una plantación de pinos realizada en los años 1950.
El frente costero acantilado, con alturas que van hasta los 150 metros, se forma en la ladera oeste del monte O facho de Donón que alcanza los 163 metros de altitud, en cuya cima se ubica la construcción conocida como "o Facho" (en castellano "la antorcha") un punto de vigilancia costera construido en el siglo XVI y llega incluso a "robarle" el nombre al monte. Desde este punto se puede observar un tramo costero que va desde Cabo Silleiro a Cabo Fisterra.  El lugar, donde de producen unas impresionante puestas de sol, ha sido ocupado a lo largo del tiempo por diferentes asentamientos humanos, algunos con finalidades religiosas (se ha hallado una de las mayores concentraciones de aras romanas de la península ibérica). La actitud media es de 48 metros sobre el nivel del mar.
En la ladera este, cobijado del viento y sobre el complejo dunar de Barra, está la pequeña población de Donón.

## Valores naturales y arqueológicos

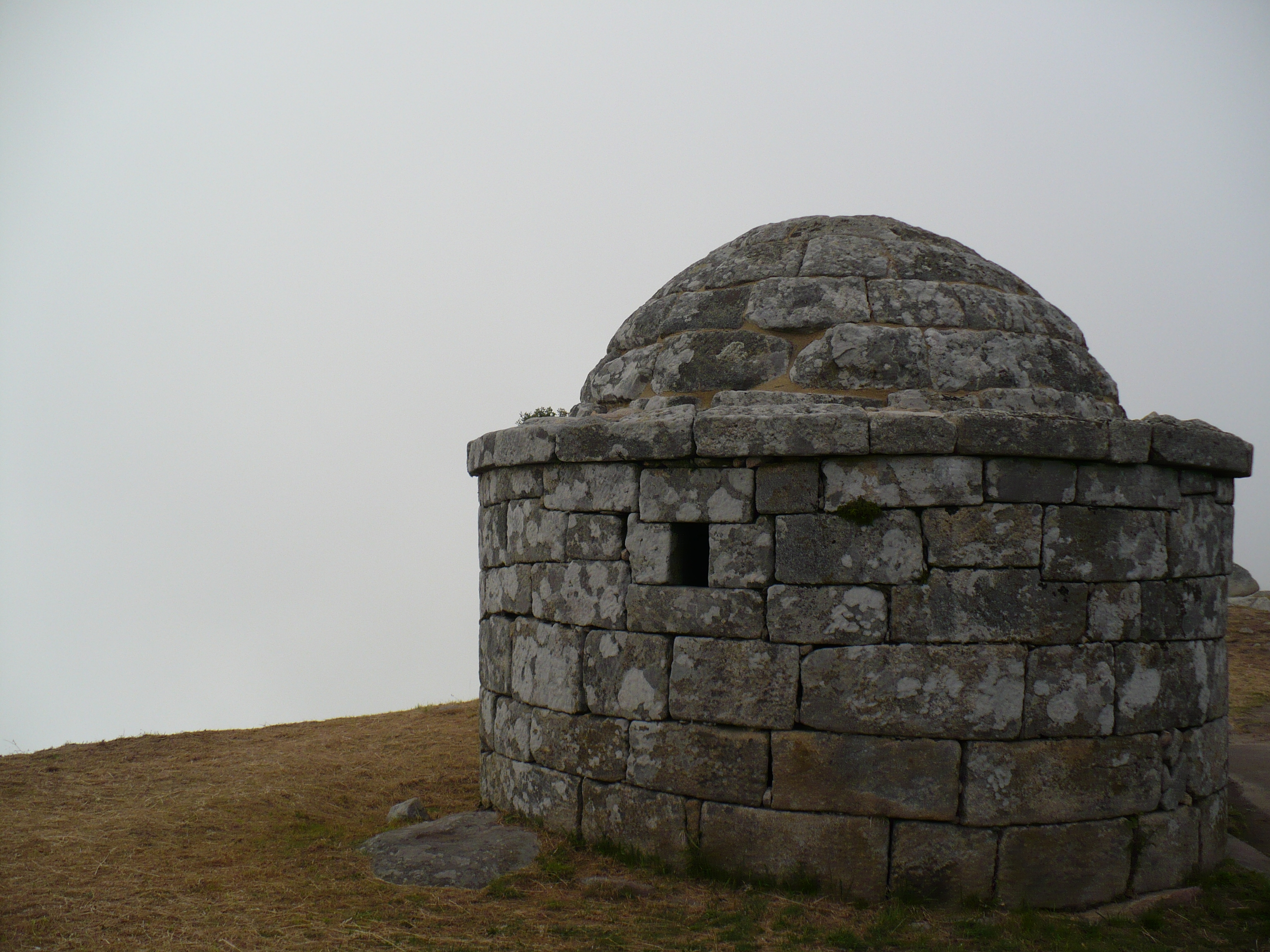
O facho en el monte Donón.

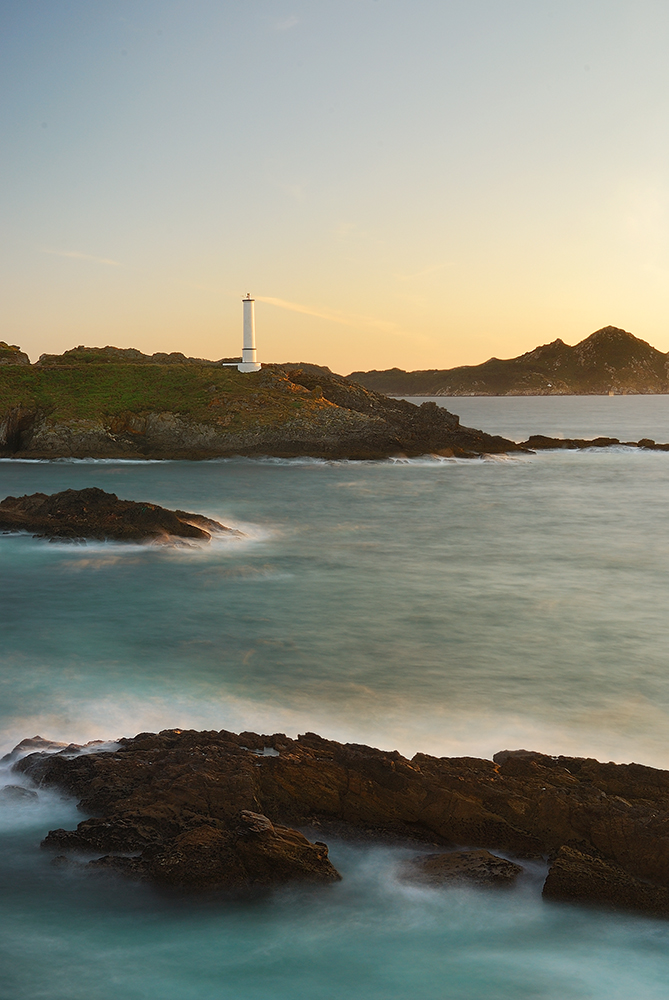
Cabo Home con las Cies al fondo.

La Soavela comparte los valores naturales y paisajísticos del Parque nacional de las Islas Atlánticas siendo, en realidad una extensión de él en tierra firme. Los acantilados costeros están cubiertos por brezales costeros y tienen presencia de Cisto salvifolii-Ulicetum humilis y Crithmo-Armerietum pubigerae. El sistema dunar formado por dunas terciarias fijas y en buen estado de conservación tiene presencia de Iberidetum procumbentis. El ecosistema está expuesto al urbanismo disperso e incontrolado y a las actividades de ocio no ordenadas de carácter estival.
Está protegido Pertenece a la Red Natura 2000 y tiene la figura de protección Zona especial de conservación  (ZEC) desde su declaración el 27 de marzo de 2014 por el decreto 37/2014. La extensión protegida es de cerca de 1.300 hectáreas, de las cuales más de 1.000 son de aguas marinas que alcanza frente a la costa los 30 metros de profundidad.
El monte Donón, denominado también "O Facho" por la construcción que tiene en su cumbre, alberga un importante yacimiento arqueológico que abarca desde la prehistoria a la actualidad destacando un castro galaico-romano con más de 60 viviendas rodeadas por una relevante muralla y el santuario romano dedicado al dios Berobreo conformado por multitud de aras (se han hallado más de 200).

### Valores naturales
Alberga hasta 25 hábitats naturales obteniendo la mayoría zona de protección 2, excepto la ensenada de Barra y la de Melide catalogadas como zona 1 de máxima protección. Su superficie es de cerca de 1.300 hectáreas, de las cuales más de 1.000 son de aguas marinas. La zona de protección submarina alcanza frente a la costa los 30 metros de profundidad.
Hábitats
Alberga hasta 25 hábitats naturales que van desde la vegetación efímera sobre desechos marinos acumulados, relacionado con el sistema dunar, hasta los roquedos silíceos con vegetación pionera del Sedo-Scleranthion o del Sedo albi-Veronicion dillenii presente en toda la región galaica en diferentes grados de extensión y conservación. Las zonas marinas costeras y brazos de mar cubren un 72% de zona protegida; los brezales, zonas arbustivas, maquis, garriga y phrygana un 19 %; los Roquedos continentales, pedregales de fragmentación y arenales interiores un 6% mientras que las dunas, playas de arena y marchair un 3%. La mayoría de estos hábitats están considerados de zona de protección 2, excepto la ensenada de Barra y la de Melide catalogadas como zona 1 de máxima protección.
Los hábitat recogidos en el formulario de Zona especial de conservación son:
- Vegetación efímera sobre desechos marinos acumulados (código 1210).

Representividad: Significativa (C).
Cobertura: 1.00 %
Superficie relativa: Entre el 0 y el 2% (C).
Estado de conservación: Intermedia o escasa (C).
Evaluación global:  Valor significativo (C).
- Acantilados con vegetación de las costas atlánticas y bálticas (código 1230).

Representividad: Buena (B).
Cobertura: 1.00 %
Superficie relativa: Entre el 0 y el 2% (C).
Estado de conservación: Buena (B).
Evaluación global:  Bueno (B).
- Dunas móviles embrionarias (código 2110).

Representividad: Significativa (C).
Cobertura: 1.00 %
Superficie relativa: Entre el 0 y el 2% (C).
Estado de conservación: Intermedia o escasa (C).
Evaluación global:  Valor significativo (C).
- Dunas móviles de litoral con Ammophila arenaria (dunas blancas) (código 2120).

Representividad: Significativa (C).
Cobertura: 1.00 %
Superficie relativa: Entre el 0 y el 2% (C).
Estado de conservación: Intermedia o escasa (C).
Evaluación global:  Valor significativo (C).
- Dunas costeras fijas con vegetación herbácea (dunas grises)  (código 2130).

Representividad: Significativa (C).
Cobertura: 2.00 %
Superficie relativa: Entre el 2 y el 15% (B).
Estado de conservación: Intermedia o escasa (C).
Evaluación global:  Bueno (B).
- Dunas con céspedes de Malcolmietalia (código 2230).

Representividad: Buena (B).
Cobertura: 1.00 %
Superficie relativa: Entre el 2 y el 15% (B).
Estado de conservación: Bueno (B).
Evaluación global:  Bueno (B).
- Brezales secos europeos  (código 4030).

Representividad: Buena (B).
Cobertura: 3.00 %
Superficie relativa: Entre el 0 y el 2% (C).
Estado de conservación: Bueno (B).
Evaluación global:  Bueno (B).
- Brezales costeros con Erica vagans (código 4040).

Representividad: Excelente (A).
Cobertura: 9.00 %
Superficie relativa: Entre el 2 y el 15% (B).
Estado de conservación: Excelente (A).
Evaluación global:  Excvelente (A).
- Matorrales pulvinulares orófilos europeos meridionales  (código 4090).

Representividad: Buena (B).
Cobertura: 2.00 %
Superficie relativa: Entre el 0 y el 2% (C).
Estado de conservación: Bueno (B).
Evaluación global:  Bueno (B).
- Comunidades herbáceas higrófilas mediterránea   (código 6420).

Representividad: Significativa (C).
Cobertura: 1.00 %
Superficie relativa: Entre el 0 y el 2% (C).
Estado de conservación: Intermedia o escasa (C).
Evaluación global:  Valor significativo (C).
- Roquedos silíceos con vegetación pionera del Sedo-Scleranthion o del Sedo albi-Veronicion dillenii (código 8230).

Representividad: Buena (B).
Cobertura: 1.00 %
Superficie relativa: Entre el 0 y el 2% (C).
Estado de conservación: Bueno (B).
Evaluación global:  Valor significativo (B).

### Fauna
Aves
En la fauna tiene una importancia relevante las aves tanto las sedentarias como las migratorias aunque no hay estudios relativos a su población, si se ha detectado presencia. Se tiene constancia de las siguientes:
- Chotacabras gris (código A224)

Migratoria en reproducción.
Población: Entre el 0 y el 2% (C).
Conservación: Buena (B).
Aislamiento: Población no aislada integrada en su área de distribución (C).
Global: Valor bueno (B).
- Totovía (código A246)

Sedentaria.
Población: Entre el 0 y el 2% (C).
Conservación: Buena (B).
Aislamiento: Población no aislada integrada en su área de distribución (C).
Global: Valor bueno (B).
- Curruca rabilarga  (código A302)

Sedentaria.
Población: Entre el 0 y el 2% (C).
Conservación: Buena (B).
Aislamiento: Población no aislada integrada en su área de distribución (C).
Global: Valor bueno (B).
- Cormorán grande  (código A017)

Migratoria invernal >25i.
Población: Entre el 0 y el 2% (C).
Conservación: Buena (B).
Aislamiento: Población no aislada integrada en su área de distribución (C).
Global: Valor bueno (B).
- Vuelvepiedras común  (código A169 )

Migratoria invernal >10i.
Población: Entre el 0 y el 2% (C).
Conservación: Buena (B).
Aislamiento: Población no aislada integrada en su área de distribución (C).
Global: Valor bueno (B).
- Cormorán grande Sinensis  (código A391)

Migratoria invernal >10i.
Población: Entre el 0 y el 2% (C).
Conservación: Buena (B).
Aislamiento: Población no aislada integrada en su área de distribución (C).
Global: Valor bueno (B).
Mamíferos
- Murciélago pequeño de herradura  (código 1303)

Sedentario.
Población: Entre el 0 y el 2% (C).
Conservación: Buena (B).
Aislamiento: Población no aislada integrada en su área de distribución (C).
Global: Valor bueno (B).
- Murciélago grande de herradura  (código 1304)

Sedentario.
Población: Entre el 0 y el 2% (C).
Conservación: Buena (B).
Aislamiento: Población no aislada integrada en su área de distribución (C).
Global: Valor bueno (B).
- Murciélago mediterráneo de herradura  (código 1305)

Sedentario.
Población: Entre el 0 y el 2% (C).
Conservación: Buena (B).
Aislamiento: Población no aislada integrada en su área de distribución (C).
Global: Valor bueno (B).
- Murciélago ratonero grande  (código 1324)

Sedentario.
Población: Entre el 0 y el 2% (C).
Conservación: Buena (B).
Aislamiento: Población no aislada integrada en su área de distribución (C).
Global: Valor bueno (B).
- Nutria europea  (código 1355)

Sedentario.
Población: Entre el 0 y el 2% (C).
Conservación: Intermedia o escasa (C).
Aislamiento: Población no aislada integrada en su área de distribución (C).
Global: Valor significativo (C).
- Delfín mular  (código 1349)

Sedentario.
Población: Entre el 0 y el 2% (C).
Conservación: Buena (B).
Aislamiento: Población no aislada integrada en su área de distribución (C).
Global: Valor bueno (B)
- Marsopa común  (código 1351)

Sedentario.
Población: Entre el 0 y el 2% (C).
Conservación: Buena (B).
Aislamiento: Población no aislada integrada en su área de distribución (C).
Global: Valor bueno (B)
Anfibios, reptiles e invertebrados
- Salamandra rabilarga  (código 1172)

Sedentario.
Población: Entre el 0 y el 2% (C).
Conservación: Buena (B).
Aislamiento: Población no aislada integrada en su área de distribución (A).
Global: Valor bueno (B)
- Lagarto verdinegro  (código 1259)

Sedentario.
Población: Entre el 0 y el 2% (C).
Conservación: Buena (B).
Aislamiento: Población no aislada integrada en su área de distribución (A).
Global: Valor bueno (B)
- Sapillo pintojo ibérico  (código 1195)

Sedentario.
Población: Entre el 0 y el 2% (C).
Conservación: Buena (B).
Aislamiento: Población no aislada integrada en su área de distribución (A).
Global: Valor bueno (B)
- Ciervo volante  (código 1083)

Sedentario.
Población: Entre el 0 y el 2% (C).
Conservación: Buena (B).
Aislamiento: Población no aislada integrada en su área de distribución (A).
Global: Valor bueno (B)
- Capricornio mayor  (código 1088)

Sedentario.
Población: Entre el 0 y el 2% (C).
Conservación: Buena (B).
Aislamiento: Población no aislada integrada en su área de distribución (A).
Global: Valor bueno (B)
Otras especies importantes
- Eslizón tridáctilo ibérico  Reptil

Sedentario.
- Lución  Reptil

Sedentario.
- Culebra de escalera  Reptil

Sedentario.
- Culebra de collar  Reptil

Sedentario.
- Culebra viperina o de agua  Reptil

Sedentario.
- Grupos de hábitats. Definición de los diferentes hábitats y su codificación.
- NATURA 2000 Formulario normalizado de datos. Notas explicativas

#### Playas
La Soavela está dominada por el frente acantilado del monte de O facho de Donón pero a ambos lado, ya en las rías, se abren playas de arena fina y dorada. Las playas de la ría de Vigo son amplias mientras que las que están al norte, en la pequeña ría de Aldán, son muy reducidas.
Playa de Melide

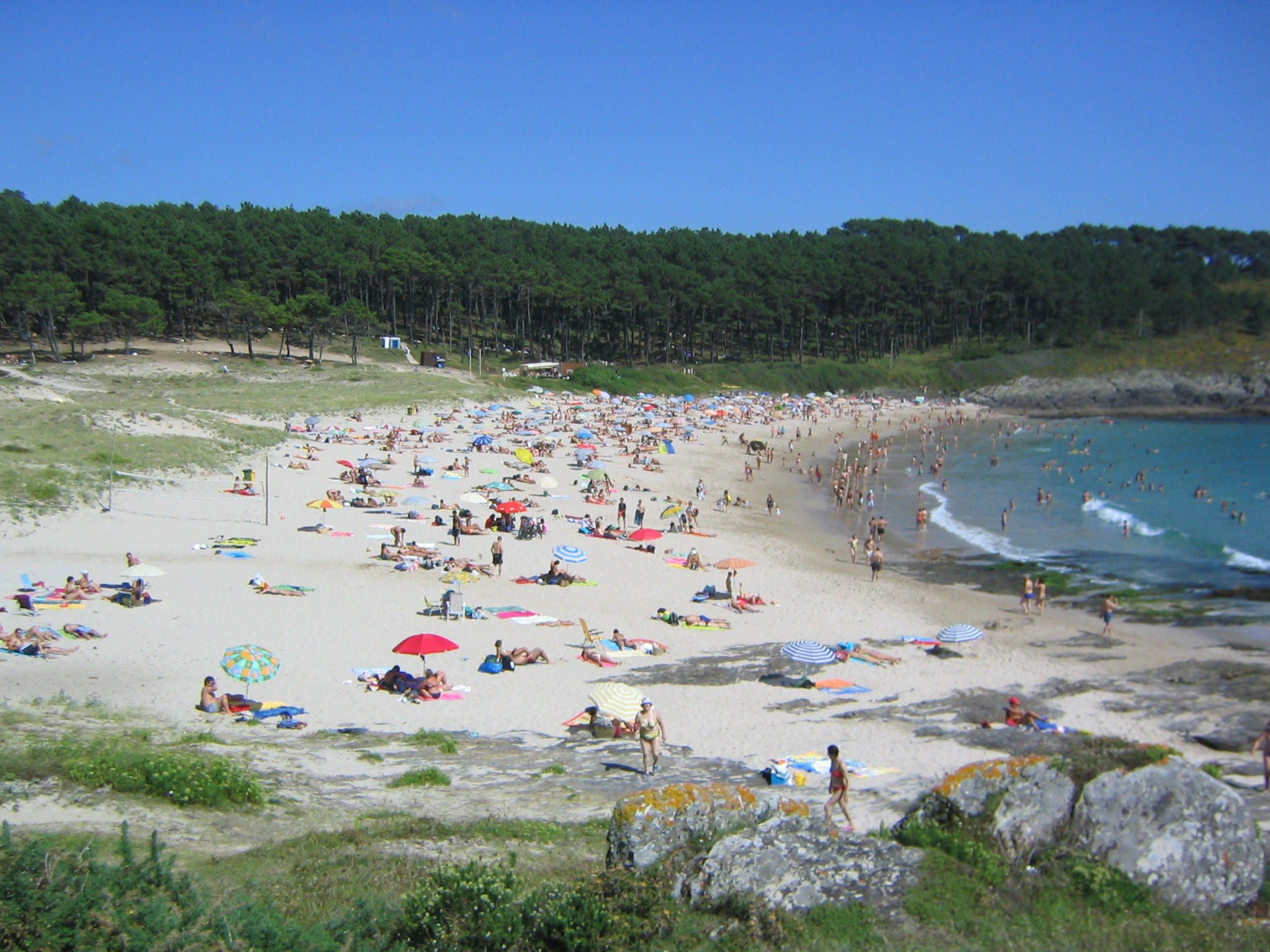
Playa de Melide.

La playa de Melide se ubica entre Punta Robaleira y Punta Fuxiño se abre una pequeña ensenada que se llena de arena sobre la cual se ha formado un pinar. La playa que allí se forma es la playa de Melide. Esta playa esta es el centro del área conocida como Cabo Home debido a uno de los cabos que tiene esta pequeña península y que la finaliza por el oeste, dando paso a la acantilada costa de Soavela. La playa, con fina arena blanca y oleaje moderado, tiene una longitud de 250 m y una anchura media de 40. Está aislada y en el corazón del espacio natural de Cabo Home. Es Bandera Azul.
Playa de Barra

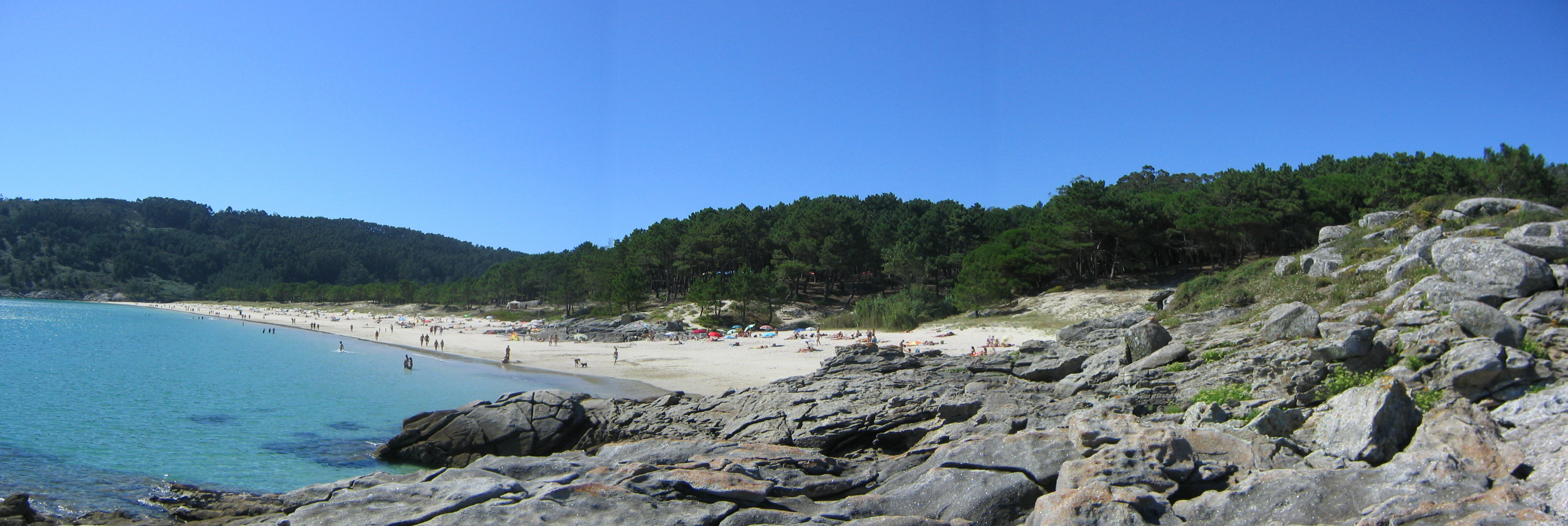
Playa de Barra.

La playa de Barra, con sus 750 m de longitud y 30 de anchura media está considerada la mejor playa nudista de Galicia. Su arena es fina y blanca con numerosos restos de conchas. Tras la barra de arena se sitúa un pinar dunar y al final, cerca del muro natural de Punta Fuxiño hay una amplia duna que cierra la desembocadura de un arroyo que, cuando lleva caudal, acaba remansándose. 
Playa de Viño

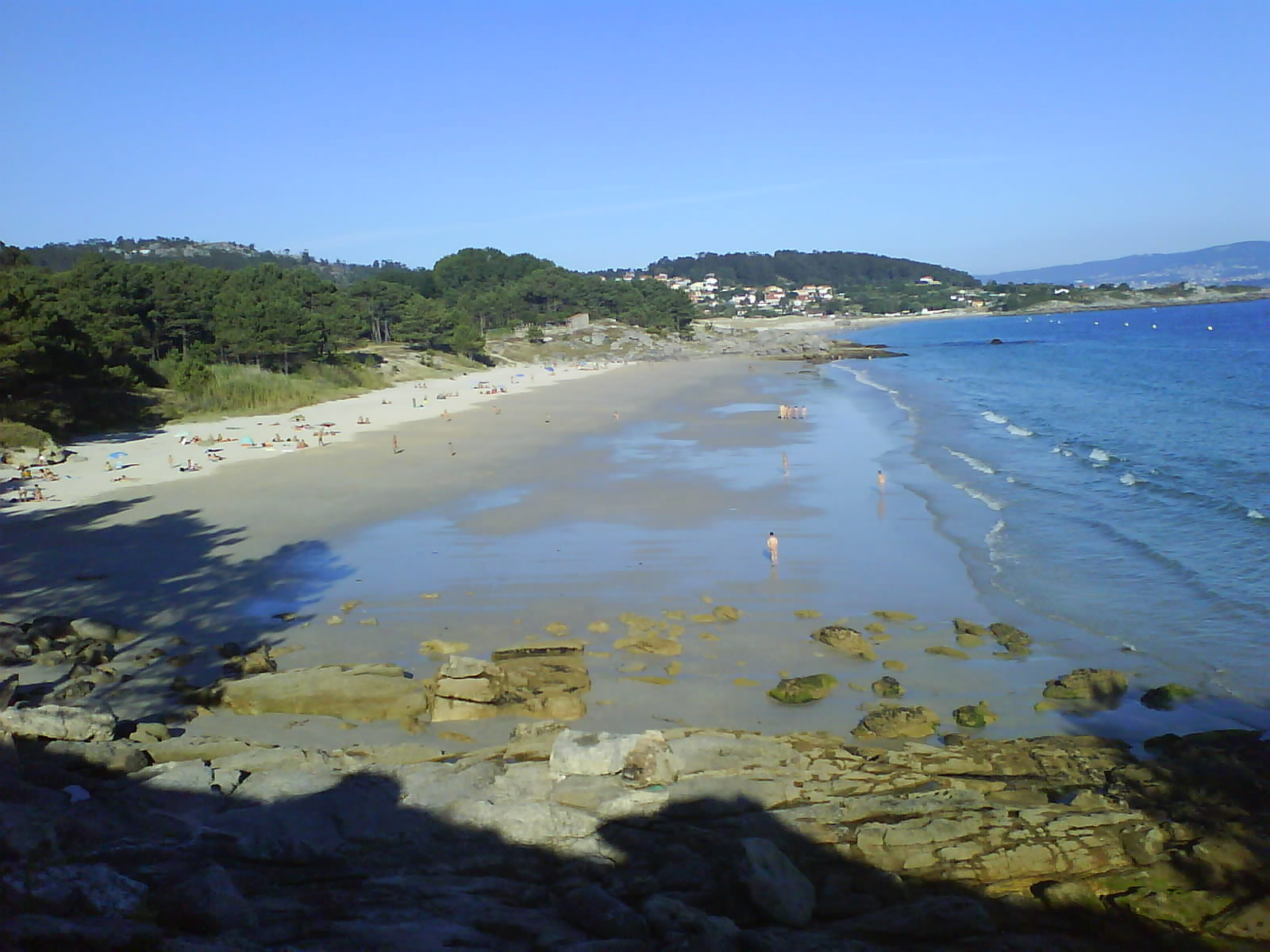
Playa de Viño y al fondo la playa de Nerga.

Playa de Viñó, tradicionalmente conocida como praia de Area Meán, a continuación de Nerga se ubica esta playa cuyo acceso es peatonal. Tras la playa se levanta un pinar dunar. Tiene una longitud de 300 m y una anchura media de 30 hace de transición entre la textil Nerga y la nudista Barra. Esa transición va, año tras año cediendo a la presión naturista. Aún aislada tiene algunos servicios.
Playa de Nerga
La playa de Nerga, conocida popularmente como Folla de Nerga, se halla en la ensenada de Nerga, desde Punta Corbeiro hasta Punta Fuxiño se sabe una zona e arenas y dunas que está partida por dos pequeños promontorios rocosos que forman tres playas. La primera de ellas es la Playa de Nerga que se sitúa en el pequeño núcleo de Nerga y tiene acceso rodado. Muy cuidada y con todos los servicios, esta playa de fina arena blanca y 700 m de longitud y 30 de anchura media ostenta Bandera Azul.
Playa de Couso
La playa de Couso está situada en la parte norte de Punta Couso, uno de los extremos de la Costa de Soavela y el lado este de la entrada de la ría de Aldán. Es una pequeña playa aislada situada muy en el extremo del cabo. Tiene una longitud de 100 m y una anchura media de 5. El acceso es peatonal y la arena dorada.
Playa de O Portal
La playa de O Portal es muy parecida a la playa de Couso, está a su lado. Tiene una longitud de 150 m y una anchura media de 5. Tiene características similares.
Playa de Rabáns
La playa de Rabáns es idéntica las anteriores, es una pequeña playa de 150 m de longitud y 5 de anchura media.

### Arqueología
El monte O facho de Donón es una impresionante atalaya de 157 metros de altura sobre el Atlántico orientada al oeste, es decir a la puesta del sol. Desde este punto se abren a la vista la ría de Vigo por la parte este, las islas Cies y la costa continental atlántica al sur, mientras que al norte se está el archipiélago de las Ons y la costa continental cortada por la ría de Pontevedra. 
En el yacimiento hay restos arqueológicos desde la Edad del Bronce tardío hasta la garita de vigilancia costera del siglo XVIII. Entre ellos, aunque la garita del siglo XVIII es el elemento más llamativo a simple vista, destaca los hallazgos y resto de un santuario romano dedicado a la deidad llamada DEUS LAR BEROBREUS, que hasta su descubrimiento era completamente desconocida.
Los restos más antiguos hallados son del siglo X antes de Cristo y pertenecen a la Edad del Bronce Tardío ubicado sobre la falda sur del monte. Sobre la falda norte y este se hallan restos de un asentamiento de la Segunda Edad del Hierro que se creó sobre el siglo IV antes de Cristo, sustituyendo al anterior y pervivió hasta el siglo I de nuestra Era en el que fue abandonado como una gran parte de castros de esa parte de la península. Este castro galaico ocupaba buena parte del monte y llegó a cambiar su configuración topológica natural. Estaba fortificado con foso y muralla y contaba con numerosas viviendas.
En el siglo II, hasta el IV, el lugar se transforma en un santuario bajo la devoción del dios Berobreo donde la población acude para realizar ofrendas, normalmente pequeños altares con inscripciones en las que figuran la dedicación al dios, las peticiones realizadas y, en ocasiones, el nombre del dedicante. Tras la decadencia y abandono del santuario en el siglo VI, el lugar mantiene su función de vigía, con mayor o menor presencia militar, que culmina con el puesto de vigilancia y la garita del siglo XVIII. En el siglo XX, cae completamente en desuso al entrar en funcionamiento la red de señales marítimas, faros,  que se ubican en los diferentes cabos que conforman la Costa de la Vela.
Aunque el yacimiento, en la parte castrense, era conocido desde siempre, no es hasta la primavera de 2003 que un equipo hispano alemán comienza a realizar una serie de excavaciones para su estudio exhaustivo. Tras los primeros descubrimientos y la importancia de los mismos en el 2004 la Junta de Galicia comienza a realizar acciones para declarar la zona Bien de Interés Cultural. El 19 de diciembre de 2011 la Dirección General de Patrimonio Cultural de la Junta, inicia el procedimiento para ello. Incluye en la zona protegida pedroglifos, los restos de asentamientos humanos hallados que van desde la Edad del Bronce Final hasta la Alta Edad Media.

## El santuario del dios Berobreo

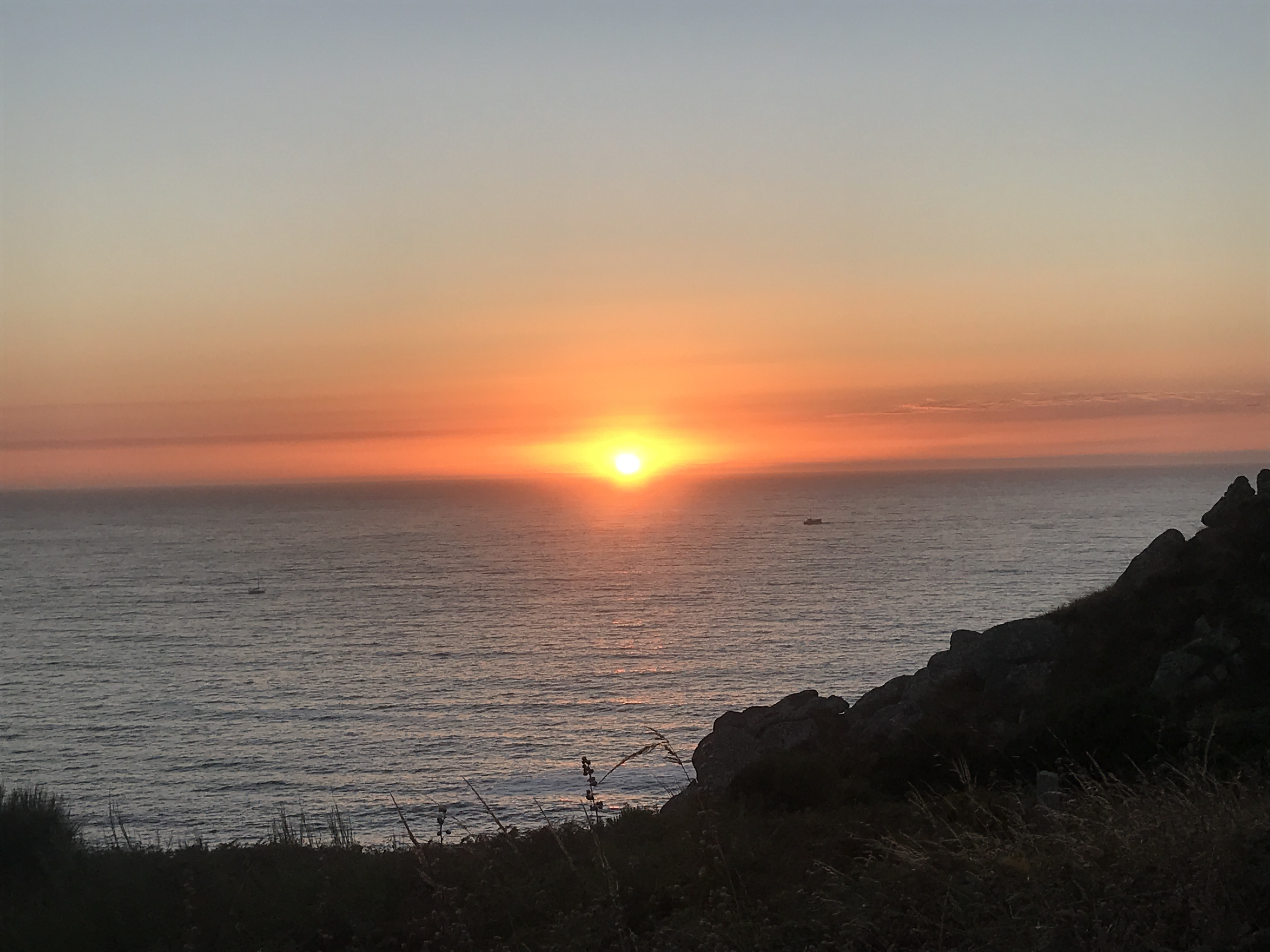
Puesta de sol desde Donón.

En la cumbre y ladera oeste del monte O Facho de Donón se han venido hallando de forma casual, bien en el terreno o caídas valle abajo, aras enteras o por partes que han sido, normalmente, reutilizadas por la población para diferentes labores y necesidades. Algunas de ellas acabaron en los museos de Vigo y Pontevedra, pero no dieron lugar a mayores investigaciones hasta el año 2003.
La mayoría de los altares se han hallado en su posición original o muy cercana a ella, determinada por la chaveta aún visible en el suelo junto a la pieza hallada. Muchos se han encontrado rotos, algunos por la misma consistencia del material, y pueden ser fácilmente reconstruidas mientras otros dan pruebas de su destrucción intencionada sin que se tenga claro el motivo, estimándose que puede haber sido debido a un acto ritual o por cuestión religiosa. Junto a los pequeños altares de piedra se realizaban ofrendas rituales tal y como atestiguan los restos de vidrio y cerámica que se han encontrado bajo algunas aras. El culto se abandonó en tiempos de Augusto y el lugar se cubrió de vegetación.
Las piezas son, en su gran mayoría, de piedra local, granito con gneis y de mica difícil de trabajar. Se han encontrado algunas de importación, pero son minoritarias. Se han hallado en una misma zona piezas talladas pero sin inscripciones, por lo que parece que en cierta época existió al menos un taller de fabricación de aras cerca del santuario. Las piezas siguen un esquema tradicional, son estelas de diferente altura, grosor y anchura que van fijadas al terreno mediante una chaveta o un hincón metido en un fijador.  En la parte alta, las estelas van decoradas con símbolos rituales junto, en ocasiones, a paráfrasis de elementos arquitectónicos como focos y
pulvini de los modelos clásicos romanos. Las cabezas llevan decoración por ambos lados (en ocasiones solo por uno) pero la inscripción solo va por la parte delantera.
En la zona central del santuario, se ubicaba un pequeño edificio. Desde este lugar la visión era la de una selva de estelas. Hay diferentes formas de colocación, en algunas ocasiones solo hay un altar, mientras que en otras se da agrupaciones de varios altares.
Las inscripciones son sencillas, repitiendo mayoritariamente el texto DEO LARI BEROBREO ARAM POSVI  y se ve también la fórmula PRO SALVTE. La mayoría de las dedicaciones halladas son anónimas, solo se han encontrado dos presentadas en primera persona y singular, lo que da pie a pensar que las ofrendas se realizaron en un grupo social cerrado.
No se ha hallado ninguna referencia a cualquier otra deidad ni tampoco algún rasgo claro de elementos cristianos, aunque hay una ara que lleva tallada una «cruz sueva». Las dedicatorias tienen dos particularidades, la mención LAR y el nombre BEROBREVS, lo que hace suponer que junto o por debajo del nivel de las deidades clásicas y de importaciones de cultos orientales, existía una religiosidad propia de estratos sociales medios y bajos vinculadas a grupos de tamaño reducido como familias y gentilitas.
En una Galicia cristiana bajo la dominación el Bajo Imperio Romano, se abre en Donón el santuario dedicado a Berobreo, un dios relacionado con el más allá y la muerte. Deidad que arrastras una gran devoción, este dios ha registrado el mayor número de votos en la Península ibérica, aun cuando se trata de un dios de "lares" (dios que reciben adoración por parte de una familia) aunque de carácter público. Berobreo es un dios que recoge el sentir por la muerte que desde los tiempos celtas se posa entre los habitantes de esas tierras. El camino del sol, marcado significativamente por la ubicación del lugar, y su relación con el de las almas, están claramente relacionados en este lugar. La afluencia de peregrinos a este lugar coincide con una época de esplendor económico en las Rías Bajas bajo el Imperio Romano, como el comercio en el mar, que desde estos lugares se realizaba con el resto del Imperio.
En el siglo IV el santuario estaba formado por un edificio central ovalado con techumbre de paja y paredes arcilla embaldosadas. Hay vestigios de que se demolieron varias construcciones para diferentes aplicaciones del santuario. Se ha encontrado un lacus (Pía megalítica excavado en la roca) que los arqueólogos aún no saben si pertenecía al castro o al santuario. Las aras son todas del siglo IV.

### Veneración en Galicia
El santuario dedicado a Berobreo, de mayor relevancia y documentado hasta ahora en la Hispania romana, también es muy interesante dentro de la cultura castreña  ya que en la misma área se ubica un castro de la Edad de Hierro II, erigido en un asentamiento de la Edad de Bronce aproximadamente entre los años 250 y 500 d. C. Se han hallado 174 aras inscripciones votivas en latín que dice "DEO LARI BERO BREO ARAM POSVI"  o "POSVIT PRO SALVT" que se traduce como  "a Dios", + el epíteto del anfitrión- Lari Bero Breo (como variante, Brieogo) "Protector (de las Almas) de la Encumbrada Ciudad" Lo convierten en uno de los centros de peregrinación más grandes e importantes de la Gallaecia romana.
La relación de Berobreo con la muerte se relaciona con actos como la peregrinación en Hío, que era estilo de Santa Marta (As Neves) o A Pobra, con ataúdes y pacientes de todo tipo procedentes de diferentes lugares del sur de Galicia durante la década de 1930. Todo indica que el culto de Berobreo, después de someterse a un proceso de cristianización, fue absorbido por San Andrés (como en el Santuario de San Andrés de Teixido).

### Fábrica de salazón de Cabo Pequeño en punta Fusiño
En la ladera del monte Melide, al borde del acantilado que da a la ensenada de Barra, en punta Fusiño, se hallan los restos de la fábrica de salazón de Cabo Pequeño, dedicad a las de conservas de pescado, principalmente sardina y también bocarte, caballa y aguja, que se estima data de la mitad del siglo XIX, realizándose mejoras en la segunda mitad de dicho siglo, y fue abandonada en los primeros decenios del siglo XX o a finales del XIX. Sin acceso marítimo, esta factoría sería utilizada en periodos estacionales. Una parte del conjunto, funcionó como taberna para marineros. Está documentada la actividad en el año 1879 a nombre de comerciante Leopoldo Lombardy y en 1887 de Ventura Moreu y Juan Nunell.
El edificio de planta rectangular esta realizado sillería en granito perpiano y mampostería, estaría cubierto por un tejado a dos aguas con teja campestre sobre armazón de madera. Tenía acceso al mar por la parte Este y un espacio destinado a vivienda en el extremo Sur.
La disposición correspondería a la común de  las fábricas-almacén más modestas de la época, con una serie de fregaderos o prensas para la tradicional salazón del pescado, sin prensado. zona para el pescado salado que se distribuiría localmente.
En método de producción estaba basado en el salazón. La pesca era desembarcada y llevada a la instalación para ser salada, tras la clasificación por tallas se procedía a la limpieza del pescado, quitándole la cabeza, el espinazo y las tripas, tras lo que se ponía a remojo en las tallas para, posteriormente, dejarla salar en las piletas durante un día entero. Luego, se sacaban de la salmuera y se colocaba en rondas en toneles separadas por sendas capas de sal. Con el tiempo, la sardina en salazón iba adquiriendo un color amarillento al oxidarse su grasa. De los restos, cabeza, espinazo y tripas, se presaban para obtener la grasa que de destinaba a usos tales como refino de cuero o aceite para la iluminación o lubricación.
Normalmente, el trabajo con el pescado era realizado por mujeres, mientras que los hombres se dedicaban a la fabricación de los toneles y a la supervisión del proceso.

## Los faros
La parte sur de la Costa de la Vela conforma una península en la que se ubica, en un espacio de poco más de 6 kilómetros, un tridente de luz fruto de tres relevantes faros, el faro de Cabo Home, el faro de Punta Robaleira y el de Punta Subrido. En el otro extremos, en el norte se alza el faro de punta Couso. El conjunto marca las entradas de las rías de Vigo y Pontevedra, la entrada norte en la de Vigo y la sur en la de Pontevedra. Desde este lugar, exactamente desde punta Subrido, se llegan a ver 5 faros diferentes.

### Faro de Cabo Home
En el característico cabo Home se alza uno de los faros más altos del litoral gallego. La esbelta torre cilíndrica de tres pisos que alcanza los 18 metros de altura pintada en blanco eleva su linterna a 38 metros sobre el nivel del mar.  Esta señal, enfilada con la de Punta Subrido, guía posterior con enfilación al RV: 129°, señala la entrada norte de la ría de Vigo, y baliza los bajos de los Biduidos que se encuentran al norte de Punta Cabalo en las Isla Cíes.
Su linterna situada a 38 metros de altura sobre el mar, está formada de tres linternas, la principal, la auxiliar y la de emergencia. Su luz es blanca y destella cada 3 segundos llegando a las 9 millas en el sector entre los rumbos 90°-180°.

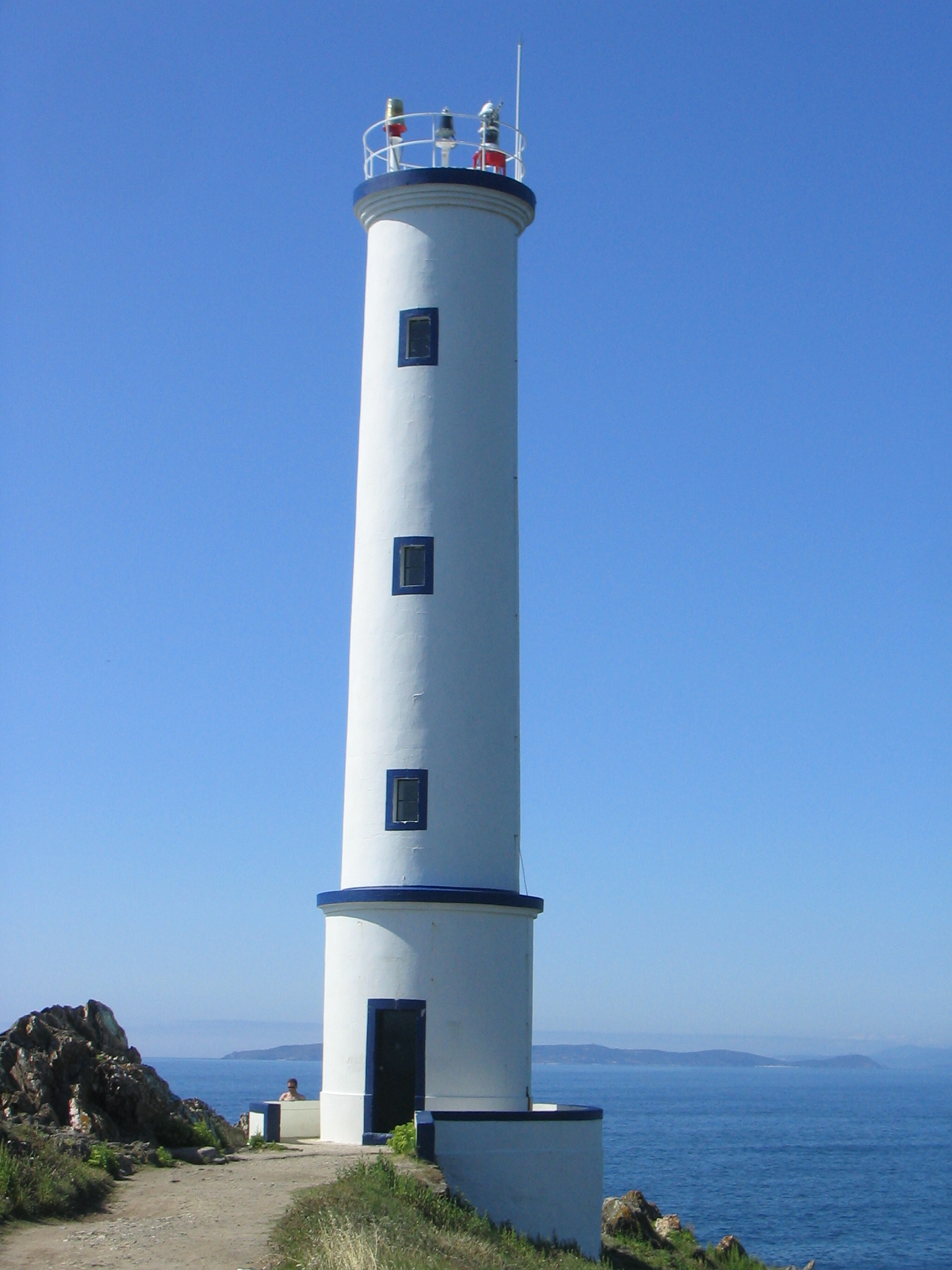
Faro de cabo Home

- Características

N.º Internacional:  D-1876
Situación: Latitud 42° 15,20 N Longitud 8° 52,30 W
Datos Técnicos: Señal luminosa enfilación
Luz Anterior: a 815 metros hacia el sur (Punta Subrido)
Enfilación: 129°
Tipo de Marca: Torre cilíndrica blanca.
Altura del Plano Focal: 38 metros.
Altura del Soporte:  18 metros.
Características de la Luz: D
Ritmo de la luz: L 1 oc 2
Periodo de la luz 3.0 segundos.
Color de la luz: BLANCO
Sector: Vis 90°-180°
Alcance Nominal Nocturno: 9 Millas

### Faro de Punta Robaleira
Entre cabo Home y punta Subrido y con el objetivo de ayudar en la norte de a la ría de Vigo se laza la singular construcción del faro de punta Robaleira. Una pequeña torre cilíndrica construida en mampostería, de 6 metros de altura y cierta anchura en color rojo que pone su linterna a 27 metros sobre el nivel del mar. Desde este punto, se contempla, a la Demora 252° al faro de Monte Agudo en las Islas Cíes del que la separan 1,42 Millas marinas (2,6 kilómetros). Incorpora un racon (de RAdar beaCON en inglés, es un transpondedor de la señal de radar marítimo) que complementa la señal luminosa.
La luz es de color blanca y roja de sectores en grupo de 2 destellos cada 8 segundos. Su alcance es de 11 millas para la luz blanca y 9 millas para la roja. Baliza bajos peligrosos como la piedra La Redonda y los Capetudos, así como otros petones vecinos de punta Robaleira. El área marítima que lo rodea es uno de los lugares elegidos para realizar submarinismo y el él se halla un pecio, resto de los muchos naufragios sucedidos en la zona y que también recuerda la cruz en memoria del pescador Pepe Ruíz víctima de uno de ellos.
- Características

N.º Internacional: D-1874
Situación: Latitud 42°15,10 N Longitud 8°52,30 O
Datos Técnicos: Señal luminosa tipo baliza.
Tipo de Marca: Torre cilíndrica roja.
Altura del Plano Focal: 27 metros.
Altura del Soporte:  6 metros.
Características de la Luz: GpD(2)
Ritmo de la luz: L 0,5 oc 1,5 L 0,5 oc 5,0
Periodo de la luz 8.0 segundos.
Color de la luz: BLANCO-ROJO
Sector: 300,5° B 321,5° R 90° Obscd 115,5° R 170,5°
Alcance Nominal Nocturno: B11-R9 Millas
RACON
Identificador morse: C
Identificador Radioseñal : 1057
Tipo Frecuencia: Ágil
Bandas: S,X
Distancia de Reconocimiento: 22.0 metros.

### Faro de Punta Subrido
El faro de Punta Subrido, en el extremo suroccidental de la península del Morrazo, marcando la entrada sur de la ría de Vigo, se alza sobre la playa de Melide y la de Barra. Su fisonomía es similar al cercano faro de Cabo Home, una esbelta torre cilíndrica blanca con una base azul, en esta de 13 metros de altura y con dos pisos cobija en su cúspide la linterna que se alza a 53 metros sobre el nivel del mar en las coordenadas 42°14,5 N / 8°49,8´O. Junto a la linterna se han instalado varias antenas y cámaras de vídeo completando de esta forma la instalación de señalizan marítima.
Este faro tiene una luz blanca que llega a las 10 milla con una ocultación de 6 segundos que, junto a su vecino faro de Cabo Home, tiene el cometido de marcar la entrada de la ría de Vigo con el alineamiento al Rv:129° de ambas luces. Desde este punto se observa la boya cilíndrica lateral Br N.º 2 del Subrido, fondeada a 18 metros de profundidad, de color rojo y que emite una luz roja en grupos de 4 destellos en 11 segundos, con un alcance de 5 millas. Esta boya baliza los bajos del cabo, que despide una restinga peligrosa con piedras que descubren en bajamar hasta la roca Omear situada a unos 140 metros al 237° de la punta. Entre el fondeo de la n.º 2 y el bajo de Omear hay un paso de 200 metros de ancho con fondos de 14 metros.
A caballo entre la dureza oceánica y la placidez de la Ría de Vigo, en la Punta del Subrido, se eleva la otra torre cilíndrica de color blanco de la enfilación posterior de Cabo Home, y el tercer faro que en pocos metros son uno de los referentes de este final de la Península de O Morrazo.
Con su gemelo con el que hace la función de guía para entrar en la ría tiene pocas diferencias, igual esbeltez aunque menor altura, sus 13 metros son suficientes pues al estar en la cima del cabo, su elevación del plano focal alcanza los 53 metros sobre el nivel del mar contra los 38 del de Cabo Home. Suficiente para que sus dos luces alineadas al Rv: 129.º sean marca perfecta para arribar a buen fin.
- Características

N.º Internacional: D-1876.1
Situación: Latitud 42° 14,90 N Longitud 8° 51,90 W
Datos Técnicos: Señal luminosa enfilación
Luz posterior: a 815 metros hacia el sur (Faro de Cabo Home)
Enfilación: 129°
Tipo de Marca: Torre cilíndrica blanca.
Altura del Plano Focal: 53 metros.
Altura del Soporte:  13 metros.
Características de la Luz: Oc
Ritmo de la luz: L 4,5 oc 1,5
Periodo de la luz 6.0 segundos.
Color de la luz: BLANCO
Sector: Vis 90°-180°
Alcance Nominal Nocturno: 11 Millas

### Faro de punta Couso
El cabo de punta Couso, que define la entrada a la ría de Pontevedra en la parte sur, definiendo una de las entradas a la ría de Aldan, se ubica, sobre las escarpadas rocas graníticas, el faro baliza de punta Couso. Esta señal luminosa conformada por una torre cilíndrica de cinco metros de altura que emite señales en grupos de destellos blancos y verdes en sectores cada 10 segundos, con alcance de entre 10 y 8 millas, según el color de la luz.
- Características

N.º Internacional: D-1873
Situación: Latitud 42°18,60N Longitud 008º 51,20W
Datos Técnicos: Señal luminosa
Tipo de Marca: Torre cilíndrica de mampostería.
Altura del Plano Focal: 20 metros.
Altura del Soporte:  5 metros.
Características de la Luz: GpD(3)
Ritmo de la luz: L 1,0 oc 1,5 L 1,0 oc 1,5 L 1,0 oc 4,5
Periodo de la luz 10.0 segundos.
Color de la luz: BLANCO-VERDE
Sector: 60° V 96° B 190° V 000º Obscd 60°
Alcance Nominal Nocturno: B10 - V8 Millas

## Leyendas
La ría de Vigo alberga el puerto más importante de Galicia, el puerto de Vigo y muchos puertos más pequeños donde, desde tiempo inmemorial, vienen faenando los pescadores. Estos puertos crean un tráfico marítimo relevante que junto al estado del Atlántico y la complicada costa, con numerosos arrecifes han dado lugar a numerosos naufragios.  Cabo Home, el extremo de la península del Morrazo y punto relevante de la costa da Vela tiene leyendas, trasmitidas de forma oral, de monstruos marinos causantes de los naufragios.
Cuentan, ya por más de cinco siglos, que los pescadores de la zona habían visto en muchos de los naufragios que se producían en aquellas aguas unos dientes afilados sobre las pequeñas embarcaciones. Un día oscuro de tormenta el monstruo, que era más grande que 143 elefantes, salió del mar con la intención de devorar a los habitantes de O Hío. Los lugareños se enfrentaron a él y entre ellos estaba un guerrero llamado Oridón que fue quien le hizo frente directamente.
El monstruo huía de la luz del sol, este hecho fue el que aprovechó Oridón para devolverlo al mar mediante el reflejo de la luz del sol en su escudo. El gran monstruo quedó agonizante cerca de la costa donde murió, pero dejó sus púas fuera del agua, púas que poco a poco se fueron concerniendo en piedra quedando como rocas afiladas a los píes de Cabo Home. Cuando se pasa por allí se procura no hacer ruido, no vaya a ser que gigante marino no esté muerto, sino dormido y pueda despertarse.
Dicen que cuando las tropas romanas llegaron al lugar que ocupa ahora Donón y vieron las puesta de sol huyeron despavoridas por temor a los dioses.

## Galería de imágenes

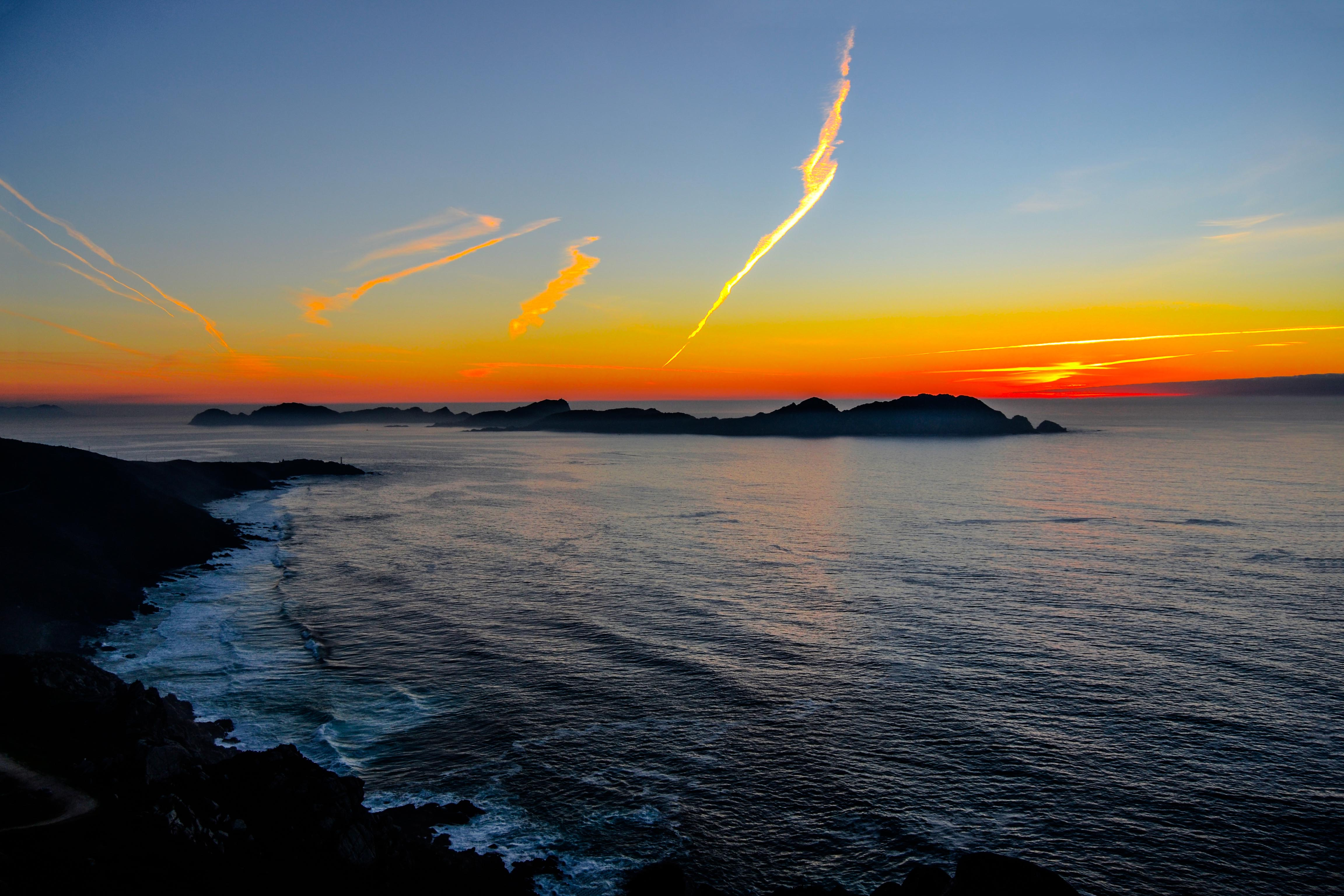
Litoral hasta cabo Home e islas Cíes.
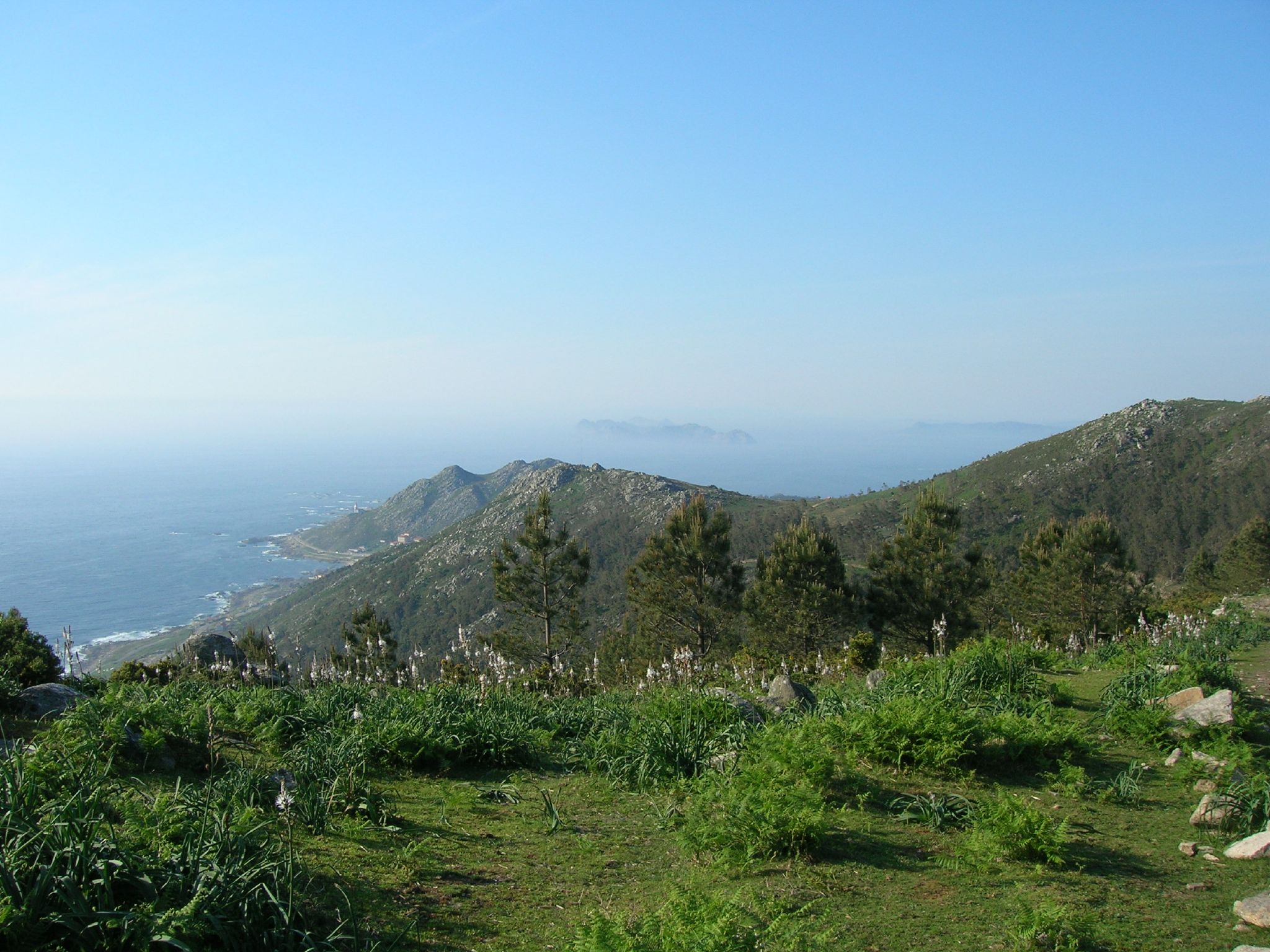
Alto Do facho, con el faro de punta Couso las islas Ons al fondo.
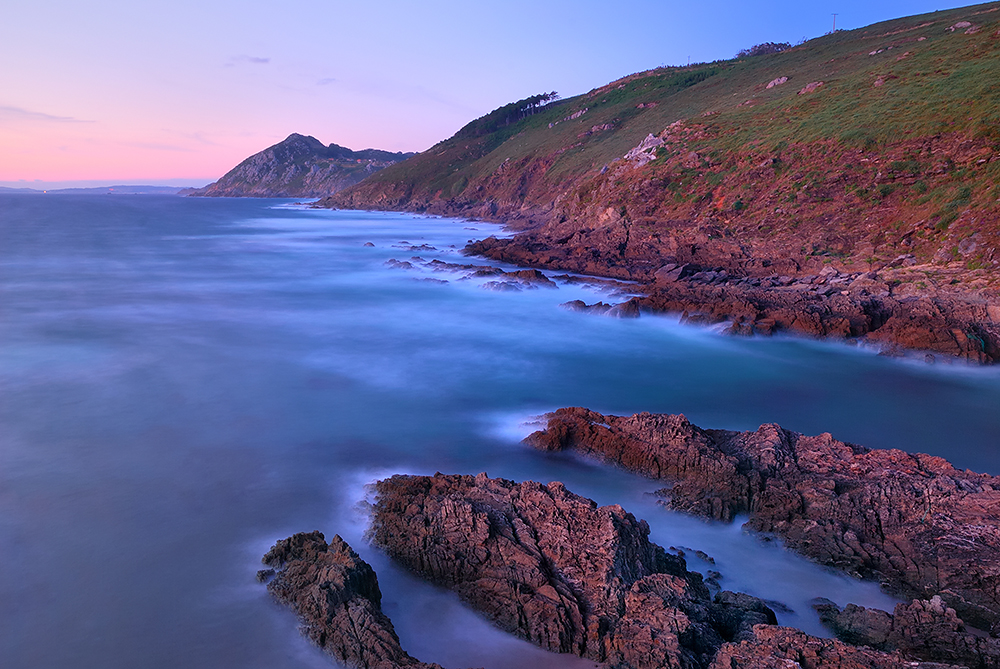
Altos de Couso y de la Cruz y punta Couso.
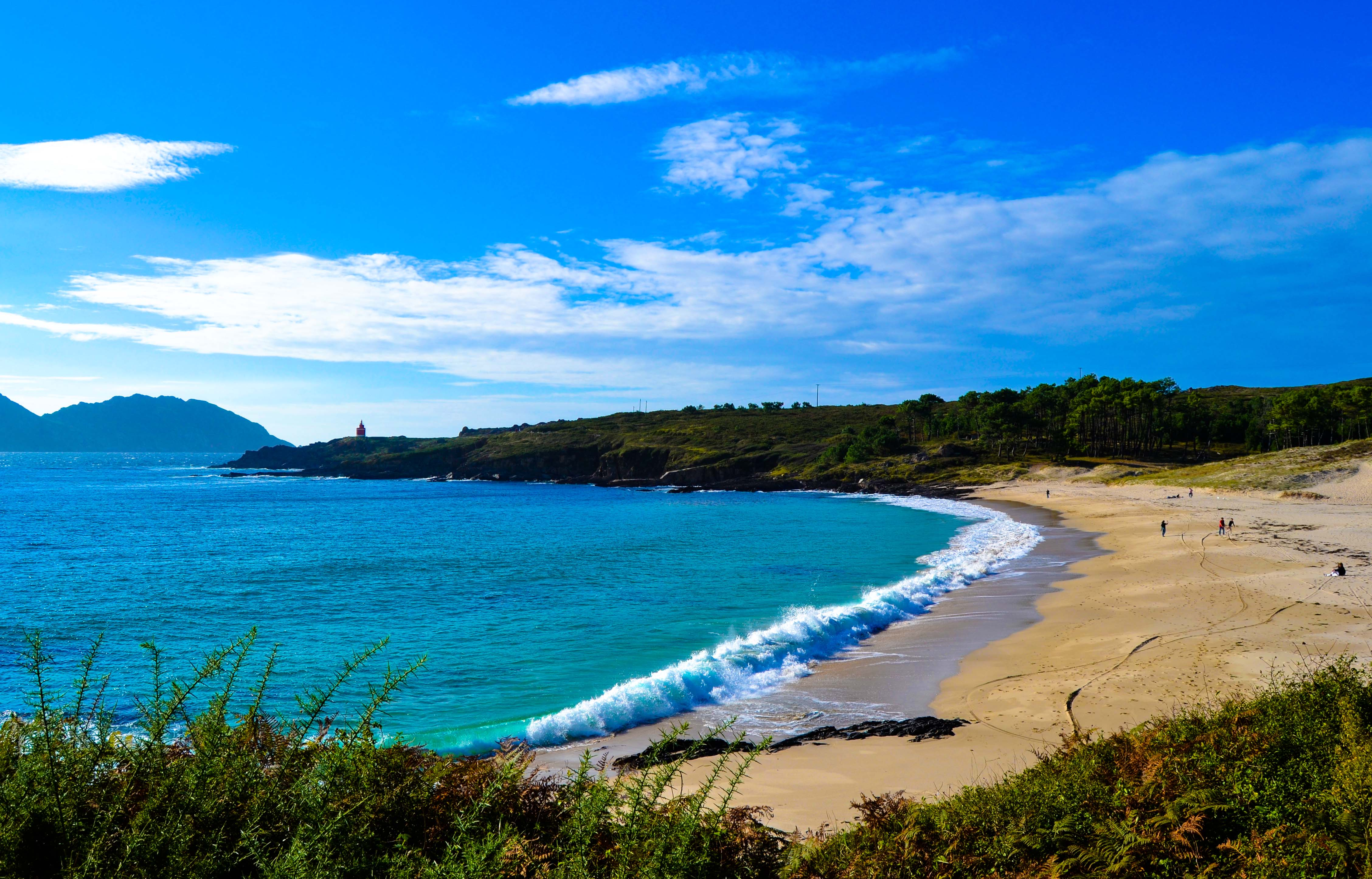
Praia de Melide.
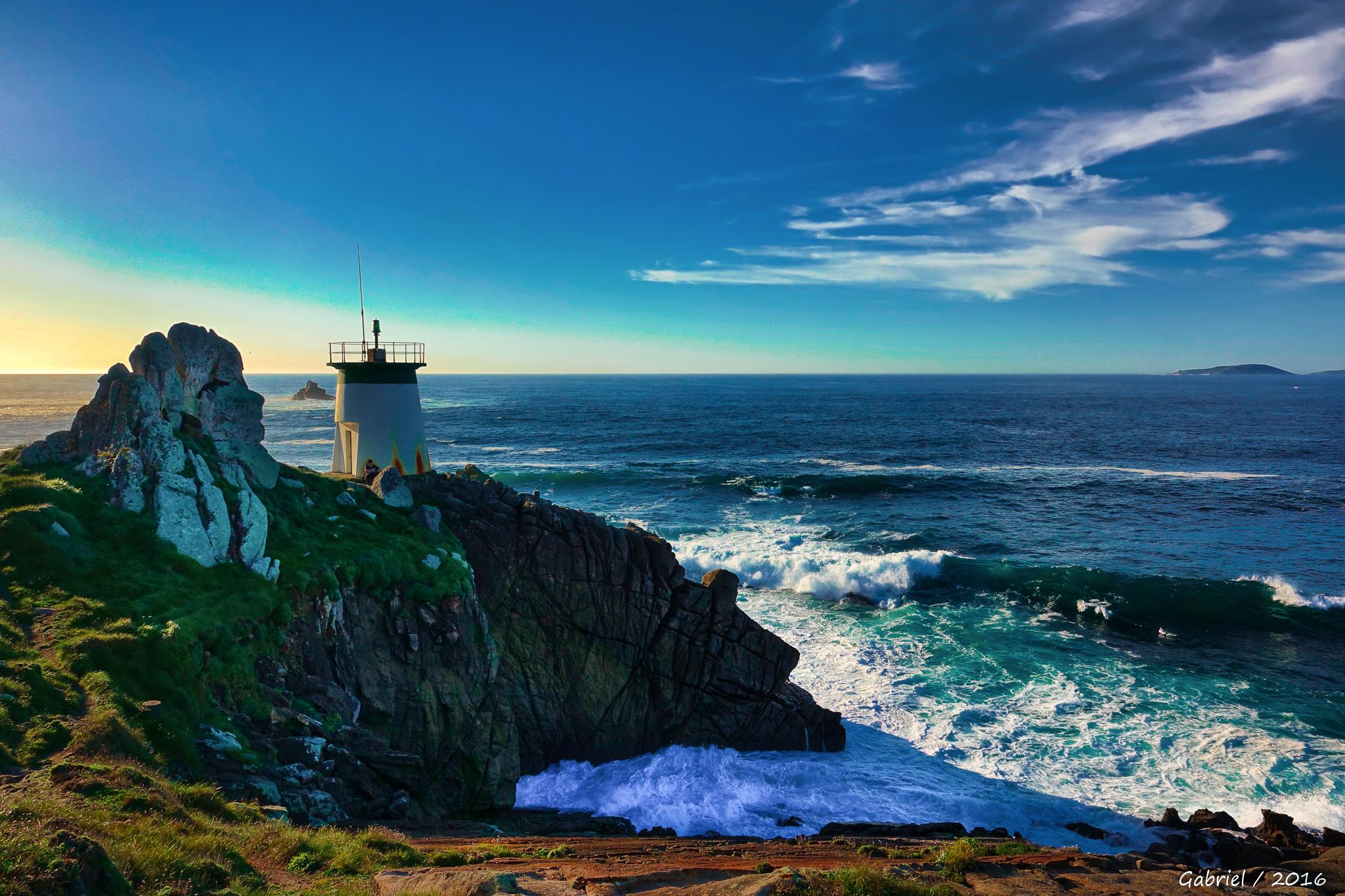
Faro de punta Couso.
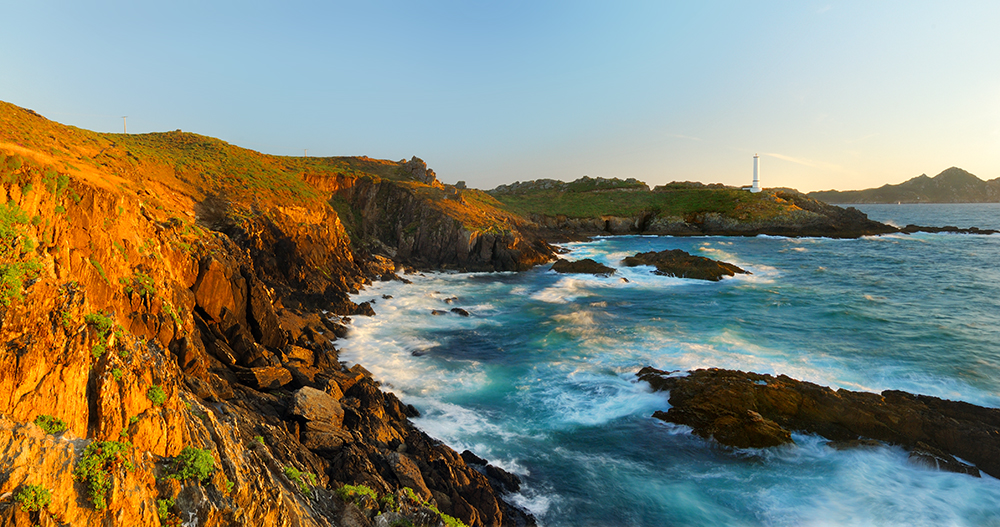
Faro de punta Subrido.
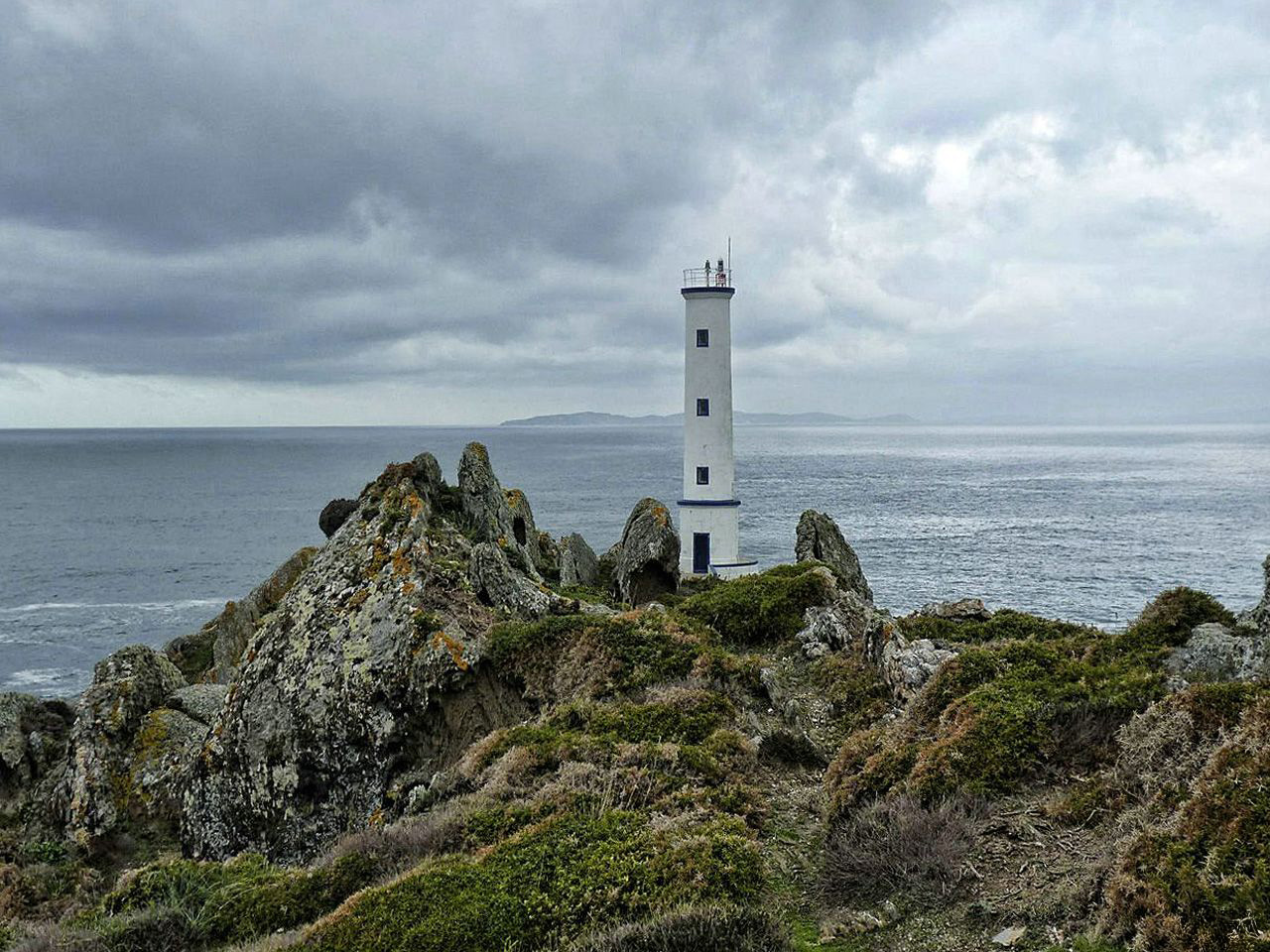
Faro de cabo Home e illas Ons.
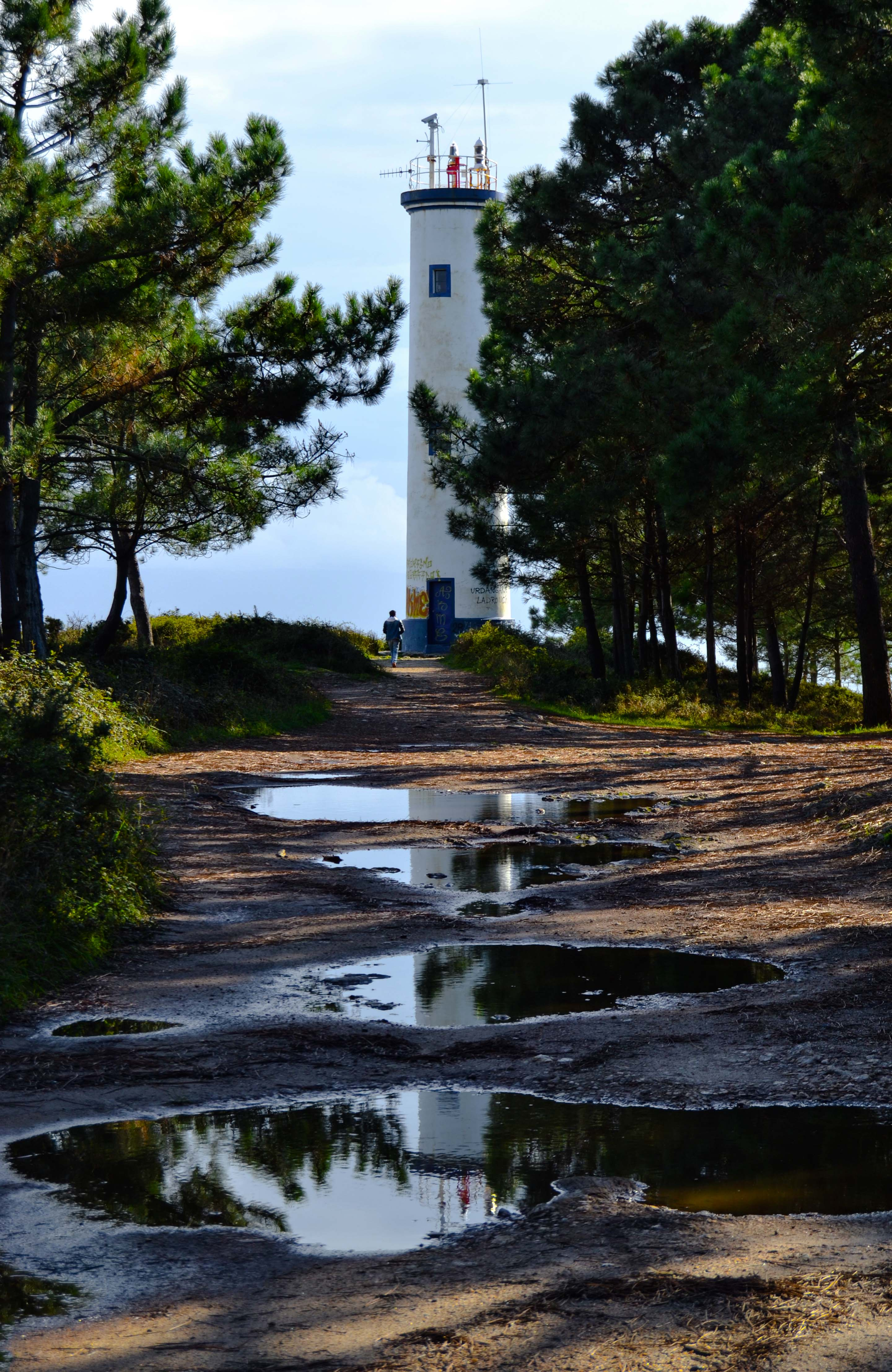
Faro de punta Subrido.
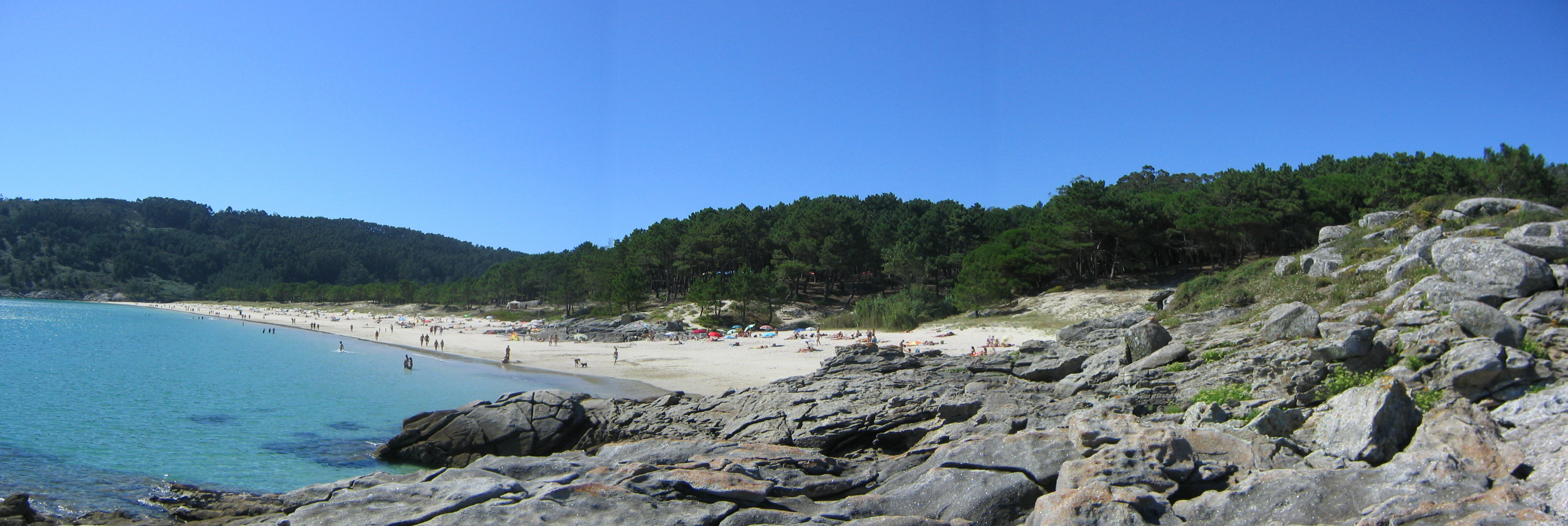
Praia de Barra.
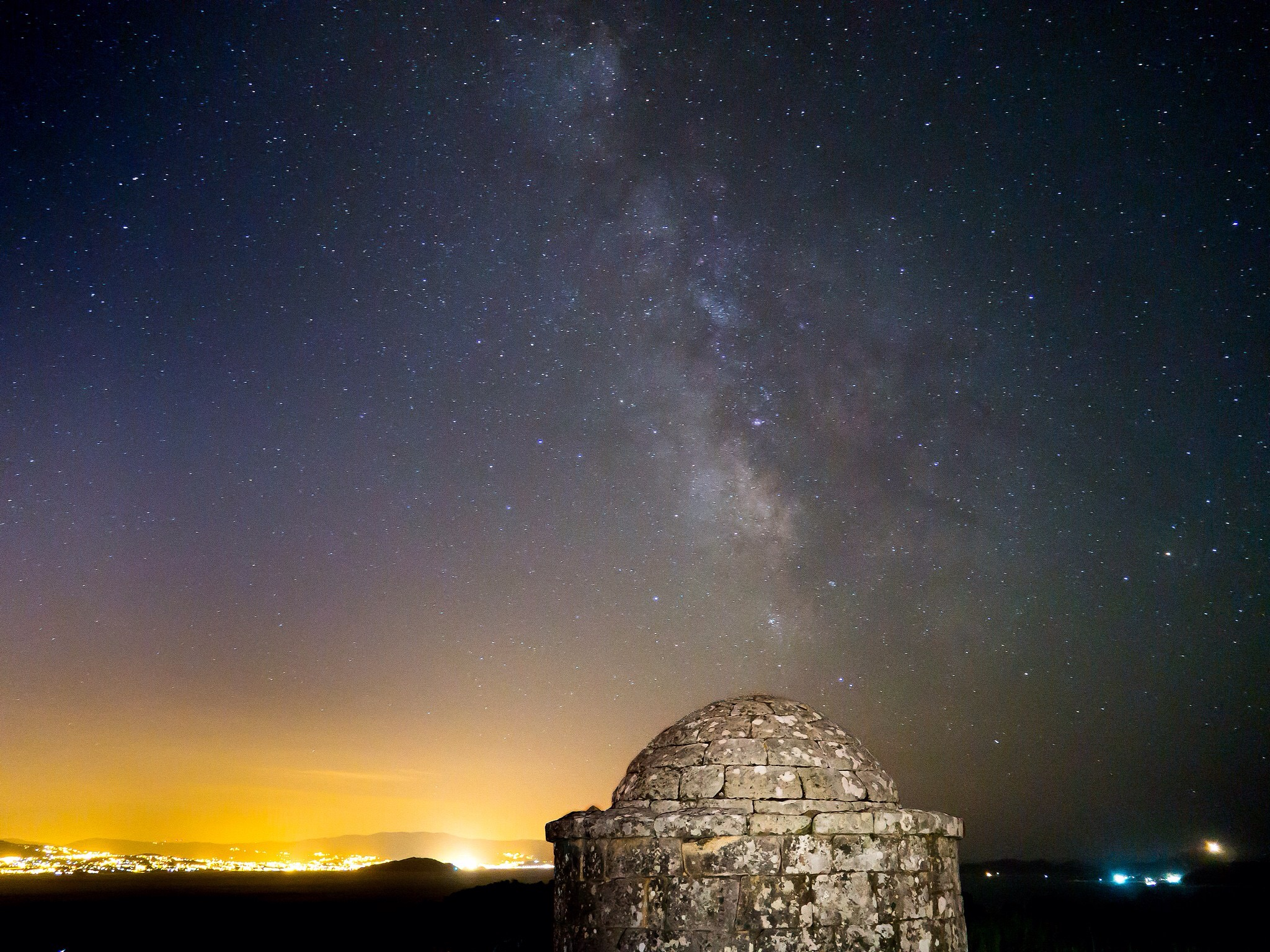
Panorámica nocturna desde el monte Do Facho.